# إدموند جاي براندون
إدموند جاي براندون (بالإنجليزية: Edmund J. Brandon)‏ هو محامي أمريكي، ولد في 24 مايو 1894 في كامبريدج في الولايات المتحدة، وتوفي في 1 نوفمبر 1946.